# Trochę ciepła
Trochę ciepła – singel Gosi Andrzejewicz z 2006 roku.

## Informacje ogólne
Piosenka została wydana jako pierwszy singel z albumu Lustro i spotkała się z dużym sukcesem. Zdobyła I miejsce w plebiscycie na Przebój 2006 Roku na portalu NetFan.pl, VII miejsce w plebiscycie Przebój Roku 2006 radia RMF FM oraz nominację do Superjedynki w kategorii Przebój Roku.
Teledysk do piosenki został nakręcony 19 listopada w restauracji Pomarańczowy Fortepian w Pile, a jego premiera odbyła się 24 listopada. Wideoklip szybko znalazł się na pierwszych miejscach list najchętniej oglądanych teledysków na portalach Interia.pl i Onet.pl.

## Pozycje na listach
| Lista                       | Pozycja |
| --------------------------- | ------- |
| Codzienna Lista Przebojów   | 2       |
| POPLista                    | 1       |
| RDN Małopolska              | 25      |
| Szczecińska Lista Przebojów | 5       |
| Wietrzne Radio              | 1       |